# أشالاتا وابجاونكار
أشالاتا وابجاونكار (2 يوليو 1941 - 22 سبتمبر 2020)، هي ممثلة هندية، عملت في أكثر من مائة فيلم هندي وماراثي. كما غنت بعض الأغاني الكونكانية التي تبث عبر محطة مومباي لراديو عموم الهند.

## روابط خارجية
- أشالاتا وابجاونكار على موقع IMDb (الإنجليزية)
- أشالاتا وابجاونكار على موقع قاعدة بيانات الفيلم (الإنجليزية)